# 查尔斯·A·泰勒
查尔斯·A·泰勒（英語：Charles Alfred Taylor，1922年—2002年）是一位英国物理学家，卡迪夫大学教授，知名于晶体学上的研究和向年轻观众推广普及科学。